# Харламов, Юрий Ильич
 Юрий Ильич Харламов  (21 июня 1936 года, Луганск — 8 августа 2014 года, с. Генеральское Родионово-Несветайского района Ростовской области) — русский советский поэт, драматург, прозаик. Член Союза писателей СССР, России (1991). Член Союз кинематографистов СССР.

## Биография
Юрий Ильич Харламов родился 21 июня 1936 года в Луганске. Его отец работал директором школы, а мать — учительницей. После окончании школы Ю. Харламов два года проходил службу в армии. Там он начал писать и печататься в военной газете «Патриот Родины». В 1958 году приехал в Ростов-на-Дону. В Ростове он работал наладчиком на ткацкой фабрике, на заводе «Красный Дон», помощником режиссёра и начальником киногруппы на Ростовском телевидении, занимался в Клубе молодых литераторов при горкоме комсомола. Написанные произведения печатал в областных газетах, журнале «Дон», сборниках Ростиздата. В 1966 году в Ростиздате была издана первая книга его рассказов «Да будет день» .
В 1961—1965 годах Ю. Харламов учился на сценарном отделении Всесоюзного государственного института кинематографии (педагог Алексей Каплер), позднее был принят в Союз кинематографистов СССР.
Вскоре молодой писатель уехал из Ростова в Сочи. Там он работал редактором Сочинской студии телевидения, потом работал в Таджикистане в газете «Комсомолец Таджикистана», заведующим отдела прозы журнала «Памир», помощником министра кинематографии Таджикской ССР.
В 80-х и 90-х годах XX века Ю. Харламов издал книгу сказок для взрослых и детей, сборник стихов «Не прощайте нас, птицы». По пьесам писателя были поставлены спектакли в театрах г. Душанбе. На студиях «Таджикфильм» и «Таджиктелефильм» по его сценариям было снято около 30 художественных, документальных и мультипликационных фильмов, включая «Требуется тигр», «Пусть прилетают чайки», «Горная станция», «Чинар», «Принцесса коз», «Нерабочая погода», «Построй корабль» и др.
В 1991 году Харламов уехал из Средней Азии, вернулся в Ростовскую область, где поселился в селе Генеральском Родионово-Несветайского района. Там он продолжил заниматься литературой.
В 2000 году в Москве, на сцене МХАТ им. М. Горького был поставлен спектакль по пьесе Харламова «Высотка» о строителях-высотовольтниках Нурекской ГЭС.
В издательствах Ростова-на-Дону и Тюмени были изданы три сборника его сказок. Сборник «Сказки бабы Груши», принёс писателю победу во Всероссийском конкурсе им. Петра Ершова.
Скончался Юрий Ильич Харламов 8 августа 2014 года.

## Семья
- Жена — Светлана Цой, медик по образованию, оказывала значительную помощь мужу в литературной работе: «Со временем она стала и его редактором, и корректором, и критиком»[1].

## Награды
- Лауреат первой Всероссийской премии имени Петра Ершова за книги для детей и юношества за книгу «Сказки бабы Груши».
- Лауреат конкурса «Золотой листопад-2009» имени Г. Михасенко в номинации «Новое детство ждёт своих сказок».
- Премия имени А. Чехова за пьесу «Высотка».

## Творчество
Изданы отдельные книги писателя и театральные сценарии:

### Отдельные книги
- Да будет день. Рассказы. — Ростов-н/Д: Ростиздат, 1966.
- Эхо в напёрстке. Сказки. — Душанбе: изд-во «Памир», 1980.
- В лесу исчезнувшего тигра. Повесть-сказка. — Душанбе: изд-во «Ирфон», 1986.
- Не прощайте нас, птицы. — Душанбе: изд-во «Адиб», 1990.
- Деревенский декамерон. Сказки для взрослых. — Ростов-н/Д: изд-во «Новая книга», 2005.
- Сказки бабы Груши. Сборник сказок. — Тюмень: изд-во «Ишим», 2007.
- Зелёный мальчик. Повесть-сказка. — Ростов-н/Д: изд-во «Книга», 2007.
- Девочка и царь. — Ишим: изд-во «Конёк-Горбунок», 2010.

### Театральные постановки
- Волшебное зёрнышко. Пьеса для детей. — Таджикский республиканский театр кукол, г. Душанбе, 1986.
- Жених с компьютером. Трагикомедия. — Русский драматический театр им. Маяковского, г. Душанбе, 1990.
- Высотка. Драма. — МХАТ им. М.Горького, г. Москва, сезоны 2000—2009 гг.